# Ptilotula
A Ptilotula a madarak osztályának verébalakúak (Passeriformes) rendjébe, ezen belül a mézevőfélék (Meliphagidae) családjába tartozó  nem. Besorolásuk vitatott egyes szervezetek a Lichenostomus nembe sorolják ezeket a fajokat is.

## Rendszerezésük
A nemet Gregory M. Mathews írta le 1912-ben, az alábbi 6 faj tartozik ide:
- ártéri mézevő (Ptilotula penicillata vagy Lichenostomus penicillatus)
- sárgafejű mézevő (Ptilotula ornata vagy Lichenostomus ornatus)
- szürkefejű mézevő (Ptilotula keartlandi vagy Lichenostomus keartlandi)
- zöldfejű mézevő (Ptilotula plumula vagy Lichenostomus plumulus)
- sárgás mézevő (Ptilotula flavescens vagy Lichenostomus flavescens)
- olajzöldtorkú mézevő (Ptilotula fusca vagy Lichenostomus fuscus)